# Việt Nam tại Đại hội Thể thao Đông Nam Á 2007
Việt Nam tham dự Đại hội Thể thao Đông Nam Á 2007 tại thành phố Nakhon Ratchasima, Thái Lan từ ngày 6 đến ngày 16 tháng 12 năm 2007.

## Thành tích

### Bảng huy chương
|      | Môn                       | Vàng | Bạc | Đồng | Tổng |
| ---- | ------------------------- | ---- | --- | ---- | ---- |
| 01.  | Điền kinh                 | 8    | 4   | 5    | 17   |
| 02.  | Vật                       | 8    | 0   | 0    | 8    |
| 03.  | Bắn súng                  | 7    | 3   | 11   | 21   |
| 04.  | Karate                    | 6    | 6   | 5    | 17   |
| 05.  | Wushu                     | 6    | 2   | 2    | 10   |
| 06.  | Thể dục dụng cụ           | 5    | 4   | 4    | 13   |
| 07.  | Pencak Silat              | 3    | 5   | 1    | 9    |
| 08.  | Taekwondo                 | 3    | 4   | 6    | 13   |
| 09.  | Đua thuyền Canoe và Kayak | 3    | 3   | 1    | 7    |
| 10.  | Judo                      | 3    | 1   | 7    | 11   |
| 11.  | Đấu kiếm                  | 3    | 1   | 3    | 7    |
| 12.  | Cử tạ                     | 1    | 3   | 3    | 7    |
| 13.  | Aerobic                   | 1    | 2   | 1    | 4    |
| 14.  | Thể hình                  | 1    | 2   | 0    | 3    |
| 15.  | Bi sắt                    | 1    | 1   | 6    | 8    |
| 16.  | Đua xe đạp                | 1    | 1   | 4    | 6    |
| 17.  | Chèo thuyền               | 1    | 1   | 3    | 5    |
| 18.  | Billiards và Snooker      | 1    | 1   | 0    | 2    |
| 19.  | Bơi                       | 1    | 0   | 1    | 2    |
| 20.  | Bắn cung                  | 1    | 0   | 0    | 1    |
| 21.  | Cầu mây                   | 0    | 3   | 3    | 6    |
| 22.  | Nhảy cầu                  | 0    | 2   | 2    | 4    |
| 23.  | Bóng chuyền               | 0    | 2   | 0    | 2    |
| 24.  | Bóng ném                  | 0    | 2   | 0    | 2    |
| 25.  | Quyền Anh                 | 0    | 1   | 9    | 10   |
| 26.  | Bóng bàn                  | 0    | 1   | 2    | 3    |
| 27.  | Bóng đá                   | 0    | 1   | 0    | 1    |
| 28.  | Bóng đá trong nhà         | 0    | 1   | 0    | 1    |
| 29.  | Quần vợt                  | 0    | 0   | 2    | 2    |
| 30.  | Cầu lông                  | 0    | 0   | 1    | 1    |
| 31.  | Thể dục nhịp điệu         | 0    | 0   | 1    | 1    |
| Tổng | Tổng                      | 64   | 58  | 82   | 204  |

### Vàng
- Aerobic
  - Đôi nam nữ: Trần Thị Thu Hà, Vũ Bá Đông
- Bắn cung
  - 3 dây đồng đội nam: Nguyễn Chí Ba, Nguyễn Tiến Cương, Nguyễn Thanh Tuấn

- Bắn súng

  - Súng ngắn hơi 10 m đồng đội nam: Nguyễn Mạnh Tường, Hoàng Xuân Vinh, Trần Quốc Cường - 1.722 điểm
  - Súng ngắn thể thao 25 m đồng đội nữ: Nguyễn Thu Vân, Đặng Thu Hương, Đặng Lê Ngọc Mai
  - Súng ngắn thể thao 25 m nữ: Nguyễn Thu Vân
  - Súng ngắn ổ quay 25 m nam: Hoàng Xuân Vinh
  - Súng ngắn ổ quay 25 m đồng đội nam: Hoàng Xuân Vinh, Nguyễn Mạnh Tường, Phạm Cao Sơn
  - Súng trường 50 m 3 tư thế đồng đội nam: Nguyễn Duy Hoàng, Nguyễn Tấn Nam, Vũ Thanh Hùng
  - Súng trường 50 m 3 tư thế nam: Nguyễn Duy Hoàng
- Bi sắt
  - Đôi nam nữ: Thạch Hữu Tâm, Vũ Thị Thu
- Billiards và Snooker
  - Carom 1 băng cá nhân nam: Dương Anh Vũ
- Bơi
  - 100m ếch nam: Nguyễn Hữu Việt - 1:03.73
- Chèo thuyền
  - Đôi nam: Dương Thanh Bình, Nguyễn Đình Huy
- Cử tạ
  - Nữ 63 kg: Nguyễn Thị Thiết
- Đấu kiếm
  - Kiếm chém đơn nữ: Nguyễn Thị Lệ Dung
  - Kiếm ba cạnh đơn nam: Đỗ Hữu Cường
  - Kiếm chém đồng đội nữ: Nguyễn Thị Lệ Dung, Nguyễn Thị Thanh Loan, Nguyễn Thị Thủy Chung, Trịnh Thị Lý

- Điền kinh
  - 100m Nữ: Vũ Thị Hương - 11.47
  - 200m Nữ: Vũ Thị Hương - 23.47

  - 800m Nữ: Trương Thanh Hằng - 2:02.39 - Kỉ lục Sea Games mới chi tiết Lưu trữ ngày 14 tháng 12 năm 2007 tại Wayback Machine
  - 1500m Nữ: Trương Thanh Hằng - 4:11.60 - Kỉ lục Sea Games mới chi tiết Lưu trữ ngày 14 tháng 12 năm 2007 tại Wayback Machine
  - 800m Nam: Nguyễn Đình Cương - 1:51.16
  - 1500m Nam: Nguyễn Đình Cương - 3:45.31 - Kỉ lục Sea Games mới chi tiết Lưu trữ ngày 14 tháng 12 năm 2007 tại Wayback Machine
  - Nhảy cao Nữ: Bùi Thị Nhung - 1.88m
  - 10 môn phối hợp Nam: Vũ Văn Huyện - 7457 điểm - Kỉ lục Sea Games mới chi tiết Lưu trữ ngày 14 tháng 12 năm 2007 tại Wayback Machine
- Đua thuyền Canoe và Kayak
  - Canoe đôi nam 500m: Lưu Văn Hoàn, Trần Văn Long
  - Canoe đôi nam 1.000m: Lưu Văn Hoàn, Trần Văn Long
  - Kayak đơn nam 500m: Trần Hữu Trí
- Đua xe đạp
  - Băng đồng nữ: Nguyễn Thị Thanh Huyền - 1:56:17

- Judo
  - 48 kg nữ: Văn Ngọc Tú
  - 52 kg nữ: Trần Thị Bích Trâm
  - 57 kg nữ: Nguyễn Thị Kiều

- Karate
  - Dưới 48 kg nữ: Vũ Thị Nguyệt Anh
  - Dưới 60 kg nữ: Nguyễn Thị Hải Yến
  - Dưới 60 kg nam: Nguyễn Ngọc Thành
  - Kata đồng đội nữ: Nguyễn Hoàng Ngân, Vũ Thị Hoàng Thu, Nguyễn Thị Thu Hiền
  - Kumite đồng đội nam: Phạm Hoài Long, Nguyễn Ngọc Thành, Võ Mạnh Tuấn, Bùi Việt Bằng, Phạm Quang Duy, Vũ Minh Ngọc, Nguyễn Bảo Toàn
  - Kumite đồng đội nữ: Vũ Thị Nguyệt Ánh, Đào Thị Tú Anh, Nguyễn Thị Hải Yến, Bùi Thị Triệu
- Pencak Silat
  - Dưới 55 kg nam: Trần Văn Toàn
  - Dưới 55 kg nữ: Huỳnh Thị Thu Hồng
  - Trên 65 kg nữ: Lê Thị Hồng Ngoan
- Taekwondo
  - Dưới 59 kg nữ: Nguyễn Thị Hoài Thu
  - Dưới 84 kg nam: Nguyễn Trọng Cường
  - Trên 84 kg nam: Nguyễn Văn Hùng

- Thể dục dụng cụ
  - Nhảy ngựa nữ: Phan Thị Hà Thanh

  - Cầu thăng bằng nữ: Đỗ Thị Ngân Thương
  - Vòng treo nam: Nguyễn Minh Tuấn
  - Xà kép nam: Nguyễn Hà Thanh
  - Xà đơn nam: Phạm Phước Hưng
- Thể hình
  - Dưới 55 kg Nam: Phạm Văn Mách
- Vật
  - Vật tự do 48 kg Nữ: Đặng Thị Vân
  - Vật tự do 51 kg Nữ: Phạm Thị Huế
  - Vật tự do 55 kg Nữ: Nghiêm Thị Giang
  - Vật tự do 59 kg Nữ: Lương Thị Quyên
  - Vật tự do 84 kg Nam: Mẫn Bá Xuân
  - Vật tự do 56 kg Nam: Phạm Đức Khang
  - Vật tự do 66 kg Nam: Nguyễn Doãn Dũng
  - Vật tự do 60 kg Nam: Bùi Tuấn Anh
- Wushu
  - Trường quyền nữ 3 môn phối hợp: Vũ Trà My
  - Nam quyền nữ 3 môn phối hợp: Vũ Thùy Linh
  - Tán thủ dưới 48 kg nữ: Nguyễn Thị Bích
  - Tán thủ dưới 52 kg nữ: Nguyễn Thúy Ngân
  - Tán thủ dưới 56 kg nam: Phạm Anh Yên
  - Tán thủ dưới 65 kg nam: Nguyễn Văn Tuấn

### Bạc
- Aerobic
  - Đồng đội ba người: Vũ Bá Đông, Nguyễn Xuân Giang, Nguyễn Tiến Phương
  - Đơn nữ: Nguyễn Phương Thanh
- Bắn súng
  - Súng trường 50 m 3 tư thế đồng đội: Nguyễn Thị Hằng, Thẩm Thúy Hồng, Lê Thị Anh Đào
  - Súng ngắn hơi 10 m đồng đội: Nguyễn Thu Vân, Đặng Thu Hương, Đặng Lê Ngọc Mai
  - Súng ngắn hơi bắn nhanh 25 m đồng đội: Phạm Cao Sơn, Phạm Anh Đạt, Nguyễn Huy Quang Phúc
- Bi sắt
  - Đôi nam: Võ Văn Bé, Võ Văn Lâu

- Billiards và Snooker

  - Carom 1 băng cá nhân nam: Nguyễn Sỹ Tường
- Bóng bàn
  - Đơn nam: Nguyễn Nam Hải
- Bóng chuyền
  - Đội tuyển nam
  - Đội tuyển nữ
- Bóng đá
  - Đội tuyển nữ
- Bóng đá trong nhà
  - Đội tuyển nữ
- Bóng ném
  - Đội tuyển nam
  - Đội tuyển nữ

- Cầu mây
  - Đội tuyển nữ

  - Đồng đội nữ (Regu): Nguyễn Bạch Vân, Nguyễn Hải Thảo, Nguyễn Thị Bích Thủy, Nguyễn Thị Hoa, Nguyễn Thị Thu Ba
  - Đôi nữ: Nguyễn Đức Thu Hiền, Nguyễn Hải Thảo, Lê Thị Hạnh
- Chèo thuyền
  - Thuyền nhẹ bốn nam: Vũ Đình Quyền, Phan Thanh Hào, Dương Thanh Bình, Nguyễn Đình Huy
- Cử tạ
  - Nam 56 kg: Hoàng Anh Tuấn
  - Nữ 58 kg: Nguyễn Thị Yến
  - Nữ 69 kg: Khuất Minh Hải
- Đấu kiếm
  - Kiếm ba cạnh đồng đội nam: Đỗ Hữu Cường, Nguyễn Tiến Nhật, Nguyễn Văn Định, Phạm Quốc Vương
- Điền kinh
  - 800m nữ: Vũ Thị Trang
  - Tiếp sức 4x100m nữ: Mai Thị Phượng, Lê Ngọc Phượng, Trương Thị Nguyệt, Đỗ Thị Lý
  - Nhảy cao nam: Nguyễn Duy Bằng
  - 7 môn phối hợp nữ: Nguyễn Thị Thu Cúc

- Đua thuyền Canoe và Kayak
  - Kayak đơn nữ 500m: Nguyễn Thị Hà

  - Kayak đôi nam 500m: Nguyễn Thành Quang, Nguyễn Văn Chí
  - Kayak đôi nam 1.000m: Nguyễn Thanh Quang, Nguyễn Văn Chí
- Đua xe đạp
  - Băng đồng Nữ: Nguyễn Thanh Đạm
- Judo
  - Dưới 70 kg nữ: Bùi Thị Hoa

- Karate

  - Kata đồng đội nam: Lê Xuân Hùng, Nguyễn Ngọc Chung, Nguyễn Bảo Linh
  - Dưới 55 kg nam: Phạm Hoài Long
  - Dưới 70 kg nam: Bùi Việt Bằng
  - Kata cá nhân nữ: Nguyễn Hoàng Ngân
  - Dưới 53 kg nữ: Đào Thị Tú Anh
  - Trên 60 kg nữ: Nguyễn Thị Nga
- Nhảy cầu
  - Cầu cứng 10m đôi nam: Vũ Anh Duy, Nguyễn Minh Sang
  - Cầu mềm 3m đôi nữ: Hoàng Thanh Trà, Nguyễn Hoài Anh

- Pencak Silat
  - Dưới 65 kg nam: Lê Ngọc Tân
  - Dưới 70 kg nam: Nguyễn Duy Chiến
  - Dưới 75 kg nam: Đinh Công Sơn
  - Dưới 80 kg nam: Vũ Thế Hoàng
  - Dưới 65 kg nữ: Nguyễn Thị Phương Thuý
- Quyền Anh
  - 46 kg nữ: Vũ Thị Hải Yến
- Taekwondo
  - Dưới 54 kg nam: Nguyễn Hữu Nhân
  - Dưới 67 kg nam: Nguyễn Minh Hiếu
  - Dưới 63 kg nữ: Trịnh Kim Tường Vân
  - Dưới 72 kg nữ: Bùi Thu Hiền

- Thể dục dụng cụ

  - Đồng đội Nam: Trương Minh Sang, Hoàng Cường, Hầu Trung Linh, Nguyễn Hà Thành,Nguyễn Minh Tuấn và Phạm Phước Hùng
  - Đồng đội Nữ: Đỗ Thị Ngân Thương, Nguyễn Thuỳ Dương, Dương Minh Hằng, Phan Thị Hà Thanh, Đặng Thị Thu Thủy, Đỗ Thị Thu Huyền
  - Thể dục tự do cá nhân nam: Hoàng Cương
  - Xà kép nam: Phạm Phước Hưng
- Thể hình
  - 80 kg nam: Nguyễn Anh Tài
  - Nữ Fitness: Phạm Ngọc Trang
- Wushu
  - Nam quyền nam 3 môn phối hợp: Phạm Quốc Khánh
  - Đối luyện nữ: Nguyễn Thùy Dương, Nguyễn Thị Hà

### Đồng
- Aerobic
  - Đơn nam: Nguyễn Tiến Phương

- Bắn súng

  - Súng ngắn hơi 10 m nam: Trần Quốc Cường
  - Súng trường hơi 10 m đồng đội nam: Nguyễn Tấn Nam, Phạm Ngọc Thanh, Nguyễn Duy Hoàng
  - Súng ngắn 50 m đồng đội nam: Hoàng Xuân Vinh, Trần Quốc Cường, Nguyễn Mạnh Tường
  - Súng ngắn tiêu chuẩn 25 m nam: Hoàng Xuân Vinh
  - Súng ngắn tiêu chuẩn 25 m đồng đội nam: Hoàng Xuân Vinh, Nguyễn Mạnh Tường, Lê Doãn Cường
  - Súng ngắn hơi 10 m nữ: Nguyễn Thu Vân
  - Súng trường 50 m nằm bắn nam: Nguyễn Tấn Nam
  - Súng trường hơi 10 m đồng đội nữ: Thẩm Thúy Hồng, Nguyễn Thị Xuân, Lê Thị Anh Đào
  - Súng trường hơi 10 m nữ: Thẩm Thúy Hồng
  - Súng ngắn ổ quay 25 m nam: Nguyễn Mạnh Tường
  - Súng trường 50 m 3 tư thế nam: Nguyễn Tấn Nam
- Bi sắt
  - Nam kỹ thuật: Lê Hồng Phước
  - Nữ kỹ thuật: Nguyễn Thị Hiền
  - Nam cá nhân: Huỳnh Công Tâm
  - Đôi nữ: Ngô Hồng Lê, Trần Thị Phương Em
  - Ba nam: Lê Hồng Phước, Phạm Thanh Phong, Vũ Khang Duy, Võ Tân Xuân
  - Ba nữ: Đỗ Thị Liên, Nguyễn Thị Hiền, Nguyễn Thị Trúc Mai, Võ Thị Thuỳ Linh

- Bóng bàn

  - Đồng đội nam: Đoàn Kiến Quốc, Trần Tuấn Quỳnh, Nguyễn Nam Hải, Đinh Quang Linh, Đỗ Đức Duy
  - Đồng đội nữ: Mai Hoàng Mỹ Trang, Mai Xuân Hằng, Lương Thị Tám, Vũ Thị Hà, Phạm Thị Thiên Kim
- Bơi
  - 100m ngửa nam: Đỗ Huy Long
- Cầu lông
  - Đơn nam: Nguyễn Tiến Minh
- Cầu mây
  - Đưa cầu vào 3 rổ tròn nữ (Hoop): Đỗ Thị Thu Hiền, Cao Thị Yến, Nguyễn Thái Linh, Nguyễn Thị Hoa, Nguyễn Thị Minh Trang, Nguyễn Thị Bắc
  - Đội tuyển nam
  - Đồng đội nam (Regu): Đỗ Trung Hiếu, Lê Tiến Dũng, Nguyễn Trọng Thủy, Trần Quang Khải, Trịnh Đình Kiên

- Chèo thuyền

  - Thuyền nhẹ bốn nữ: Võ Thị Huyền Trang, Cao Thị Tuyết, Trần Thị Sâm, Mai Thị Dung
  - Đơn nữ: Đặng Thị Thắm
  - Đôi nữ: Nguyễn Thị Hựu, Đặng Thị Thắm
- Cử tạ
  - 69 kg nam: Nguyễn Hồng Ngọc
  - 85 kg nam: Nguyễn Quốc Hải
  - 75 kg nữ: Nguyễn Thị Phương Loan
- Đấu kiếm
  - Kiếm ba cạnh đơn nữ: Trần Thị Lén
  - Kiếm ba cạnh đồng đội nữ: Hạ Thị Sen, Nguyễn Thanh Vân, Nguyễn Thị Toan, Trần Thị Lén
  - Kiếm chém đồng đội nam: Dương Văn Cường, Nguyễn Văn Quế, Nguyễn Lê Bá Quang, Trần Văn Anh

- Điền kinh
  - 1500m nữ: Bùi Thị Hiền
  - 400m vượt rào nữ: Nguyễn Thị Nụ

  - 3000m băng đồng nam: Trần Văn Thắng
  - Tiếp sức 4x400m nữ: Đỗ Thị Lý, Nguyễn Thị Nụ, Nguyễn Thị Bắc, Nguyễn Thị Thuý
  - Nhảy 3 bước nữ: Đào Thị Hoài Thương
- Đua thuyền Canoe và Kayak
  - Canoe đơn nam 500m: Hoàng Hồng Anh
- Đua xe đạp
  - Đổ đèo nữ: Phan Thị Thuỳ Trang
  - Cá nhân tính giờ: Mai Công Hiếu
  - Nam xuất phát đồng hàng 160.30 km: Trịnh Phát Đạt
  - Nữ xuất phát đồng hàng 116.10 km: Võ Thị Phương Phi
- Judo
  - Dưới 63 kg nữ: Nguyễn Thị Như Ý
  - Dưới 78 kg nữ: Trương Nguyệt Ánh
  - Trên 78 kg nữ: Nguyễn Thị Thu Loan
  - Dưới 60 kg nam: Nguyễn Quốc Hưng
  - Dưới 81 kg nam: Tô Hải Long
  - Dưới 100 kg nam: Đặng Hào
  - Nage-No Kata: Nguyễn Quốc Tuấn, Nguyễn Quốc Thắng

- Karate
  - Dưới 65 kg nam: Võ Mạnh Tuấn
  - Dưới 75 kg nam: Mai Xuân Lượng
  - Trên 75 kg nam: Phạm Quang Duy
  - Tự do nam: Vũ Minh Ngọc
  - Tự do nữ: Vũ Thị Nguyệt Ánh
- Nhảy cầu
  - Cầu mềm 3m đôi nam: Vũ Anh Duy, Nguyễn Minh Sang
  - Cầu mềm 3m nữ: Hoàng Thanh Trà
- Pencak Silat
  - Dưới 50 kg nữ: Nguyễn Ngọc Anh
- Quần vợt
  - Đồng đội nam: Lê Quốc Khánh (quần vợt), en:Đỗ Minh Quân, Ngô Quang Huy, Trần Thanh Hoàng
  - Đôi nam: Lê Quốc Khánh (quần vợt), en:Đỗ Minh Quân

- Quyền Anh
  - Hạng ruồi 50 kg nữ: Nguyễn Thị Chiến
  - Hạng ruồi 51 kg nam: Nguyễn Trọng Đạt
  - Hạng gà 54 kg nữ: Đinh Thị Phương Thanh
  - Hạng lông 57 kg nữ: Ngô Thị Chung
  - Dưới 48 kg nữ: Nguyễn Thị Hoa
  - Dưới 52 kg nữ: Lê Thị Ngân Hằng
  - Dưới 60 kg nữ: Lê Thị Hiền
  - Dưới 54 kg nam: Trần Quốc Việt
  - Dưới 69 kg nam: Cao Văn Trường
- Taekwondo
  - Dưới 58 kg nam: Lê Huỳnh Châu
  - Dưới 62 kg nam: Nguyễn Thái Hoàng Minh
  - Dưới 51 kg nữ: Đỗ Thị Bích Hạnh
  - Dưới 55 kg nữ: Hoàng Hà Giang
  - Dưới 67 kg nữ: Trần Thị Ngọc Trâm
  - Trên 72 kg nữ: Vũ Âu Thuỵ Kim Linh
- Thể dục dụng cụ
  - Toàn năng nam: Trương Minh Sang
  - Toàn năng nữ: Đỗ Thị Ngân Thương
  - Xà lệch nữ: Nguyễn Thùy Dương
  - Thể dục tự do cá nhân nữ: Đỗ Thị Ngân Thương
- Thể dục nhịp điệu
  - Đồng đội
- Wushu
  - Trường quyền nam 3 môn phối hợp: Trần Đức Trọng
  - Tán thủ dưới 60 kg nữ: Lương Thị Hoa